# Kennywood
Koordinaten: 40° 23′ 15″ N, 79° 51′ 48″ W
Kennywood ist ein US-amerikanischer Freizeitpark in West Mifflin, Pennsylvania, der am 30. Mai 1899 durch den Straßenbahnbetrieb Monongahela Street Railway eröffnet wurde, der den Park noch bis 1906 betrieb. Danach erwarben F.W. Henninger und Andrew McSwigan den Park und betrieben diesen in der vierten und fünften Generation bis 2007. Parques Reunidos übernahmen den Park schließlich in 2008.
Aufgrund der Lage des Parks an einem Hang, besaß und besitzt der Park einige an das Gelände angepasste Achterbahnen und andere Fahrgeschäfte.

## Liste der Achterbahnen

### Bestehende Achterbahnen
| Name              | Typ                                            | Hersteller                                | Eröffnungsjahr |
| ----------------- | ---------------------------------------------- | ----------------------------------------- | -------------- |
| Exterminator      | Spinning Coaster, Wilde Maus, Dunkelachterbahn | Reverchon                                 | 1999           |
| Jack Rabbit       | Holzachterbahn                                 | Charile Mach                              | 1920           |
| Lil' Phantom      | Kinderachterbahn                               | Molina & Son's                            | 1996           |
| Phantom’s Revenge | Hyper Coaster                                  | Arrow Dynamics, D.H. Morgan Manufacturing | 1991           |
| Racer             | Holzachterbahn, Möbius-Achterbahn              | Charile Mach                              | 1927           |
| Sky Rocket        | Launched Coaster                               | Premier Rides                             | 2010           |
| Steel Curtain     | Stahlachterbahn mit Inversionen                | S&S                                       | 2019           |
| Thunderbolt       | Holzachterbahn                                 | Andy Vettel                               | 1924           |

### Geschlossene Achterbahnen
| Name                   | Typ                                                            | Hersteller                     | Eröffnung         | Schließung                                       |
| ---------------------- | -------------------------------------------------------------- | ------------------------------ | ----------------- | ------------------------------------------------ |
| Brownie Coaster        | Holzachterbahn, Kinderachterbahn, Side Friction                | W.F. Mangels Company           | 1928              | offiziell 1934, andere Quellen: 1953 oder später |
| Dipper                 | Holzachterbahn, Familienachterbahn                             | unbekannt                      | 1948              | 1984                                             |
| Gee Whizz Dip the Dips | Holzachterbahn                                                 | unbekannt                      | 1902              | 1921                                             |
| Laser Loop             | Launched Coaster, Shuttle Coaster                              | Schwarzkopf                    | 1980              | 1990                                             |
| Racer                  | Holzachterbahn                                                 | Frederick Ingersoll            | 1910              | 1926                                             |
| Scenic Railway         | Holzachterbahn                                                 | unbekannt                      | zw. 1904 und 1905 | 1910                                             |
| Speed-O-Plane          | Holzachterbahn                                                 | Frederick Ingersoll            | 1911              | 1923                                             |
| Steeplechase           | Stahlachterbahn ohne Inversionen                               | unbekannt                      | 1903              | 1904                                             |
| Teddy Bear             | Holzachterbahn                                                 | Philadelphia Toboggan Coasters | 1935              | 1947                                             |
| Tickler                | Holzachterbahn, Spinning Coaster, Side Friction, Virginia Reel | W.F. Mangels Company           | 1931              | 1952                                             |
| Wild Mouse             | Wilde Maus, Hybrid Coaster                                     | B. A. Schiff & Associates      | 1958              | 1960                                             |

## Trivia
- Große Teile des Films Adventureland wurden in Kennywood gedreht.